# Paul de Foix
Paul de Foix de Carmain (* 1528; † 29. Mai 1584 in Rom) war ein französischer Erzbischof und Diplomat.

## Leben
Paul war der Sohn von Jean de Foix, Graf von Carmain, und seiner Frau Aldonce. Er studierte griechische und römische Literatur in Paris und Rechtswissenschaft in Toulouse, wo er kurz nach Abschluss seines Studiums eine Vorlesung über Zivilrecht hielt, die ihm eine große Reputation einbrachte.
Im Alter von 19 Jahren wurde er Ratsmitglied des Parlement de Paris ernannt. Dank der Unterstützung der Königin Katharina von Medici erhielt er Dispens vom Empfang heiliger Weihen, was ihm die Möglichkeit offen ließ, später in den Laienstand zurückzukehren und zu heiraten, falls sein älterer Bruder, der Graf von Parmain, kinderlos gestorben wäre. Wegen des Verdachts, Sympathien für die Hugenotten zu hegen, wurde er verhaftet. Am 8. Januar 1560 wurde er nach siebenmonatiger Haft verurteilt, konnte jedoch später nach einer Revision seines Urteils seine politische Karriere beginnen.
Ende 1561 wurde er als Botschafter nach England geschickt, wo er vier Jahre blieb. Im Dezember 1561 reiste er nach Schottland, um Maria Stuart, Königin der Schotten, zu besuchen.
Danach wurde er nach Venedig geschickt und kehrte kurze Zeit später nach England zurück, um eine Ehe zwischen Königin Elisabeth und dem Herzog von Anjou auszuhandeln. Während der Herrschaft Heinrichs III. von Frankreich erfüllte er erneut mehrere wichtige Missionen. Im Jahr 1577 wurde er zum Erzbischof von Toulouse ernannt und 1579 zum Botschafter in Rom, wo er bis zu seinem Tod blieb. Da er noch immer verdächtigt wurde, Sympathien für die protestantische Idee zu haben, wurde seine Berufung vom Papst erst am 5. November 1582 anerkannt. Die Weihe erfolgte am 13. Dezember 1582 durch Kardinal Nicolas de Pellève in der Kathedrale Santa Croce in Gerusalemme. Er starb kurz danach, im Jahre 1584.
Les Lettres de Messire de Paul de Foix, archevesque de Toloze et ambassadeur pour le roy aupres du pape Gregoire XIII, au roi Henry III, wurden 1628 veröffentlicht, aber es gibt einige Zweifel an seiner Authentizität.

## Film
Im 1998 erschienenen Film Elizabeth wurde er von Éric Cantona dargestellt.